# Versailles (Indiana)
Versailles város az USA Indiana államában, Ripley megyében, melynek megyeszékhelye is. Lakosainak száma 2184 fő (2020. április 1.).

## Népesség
A település népességének változása:
| Lakosok száma | 412  | 2113 | 2184 |
|               | 1850 | 2010 | 2020 |